# Pakri (poloostrov)
Poloostrov Pakri (est: Pakri poolsaar, dříve Leetse poolsaar) se nachází v severozápadní části Estonska v okrese Harjumaa mezi zátokami Lahepere a Paldiski ve Finském zálivu v Baltském moři.

## Geografie
Délka poloostrova je 12 km, šířka 5 km a rozloha cca 40 km2. Nejvyšší bod je 31 m nad mořem. Průměrná roční teplota je 5,9 °C, nejnižší průměrná teplota je v měsíci únoru −3,8 °C, nejteplejším měsícem je červenec s 16,6 °C.

## Historie
První osídlení pochází z doby železné. V 13. století byla založena vesnice Rågervik švédskými kolonisty, v 17. století byl postaven přístav. V roce 1718 Petr I. založil pevnost Paldiski, v roce 1760 byl vybudován přístav. V roce 1939 bylo město zařazeno mezi vojenské námořní základny SSSR, na poloostrově Pakri bylo devět vojenských základen. 

## Ostatní
Na území poloostrova se nachází: 
- přírodní rezervace Pakri.[2]
- maják Pakri
- Pakrijský větrný park (Pakri tuulepark)

## Galerie

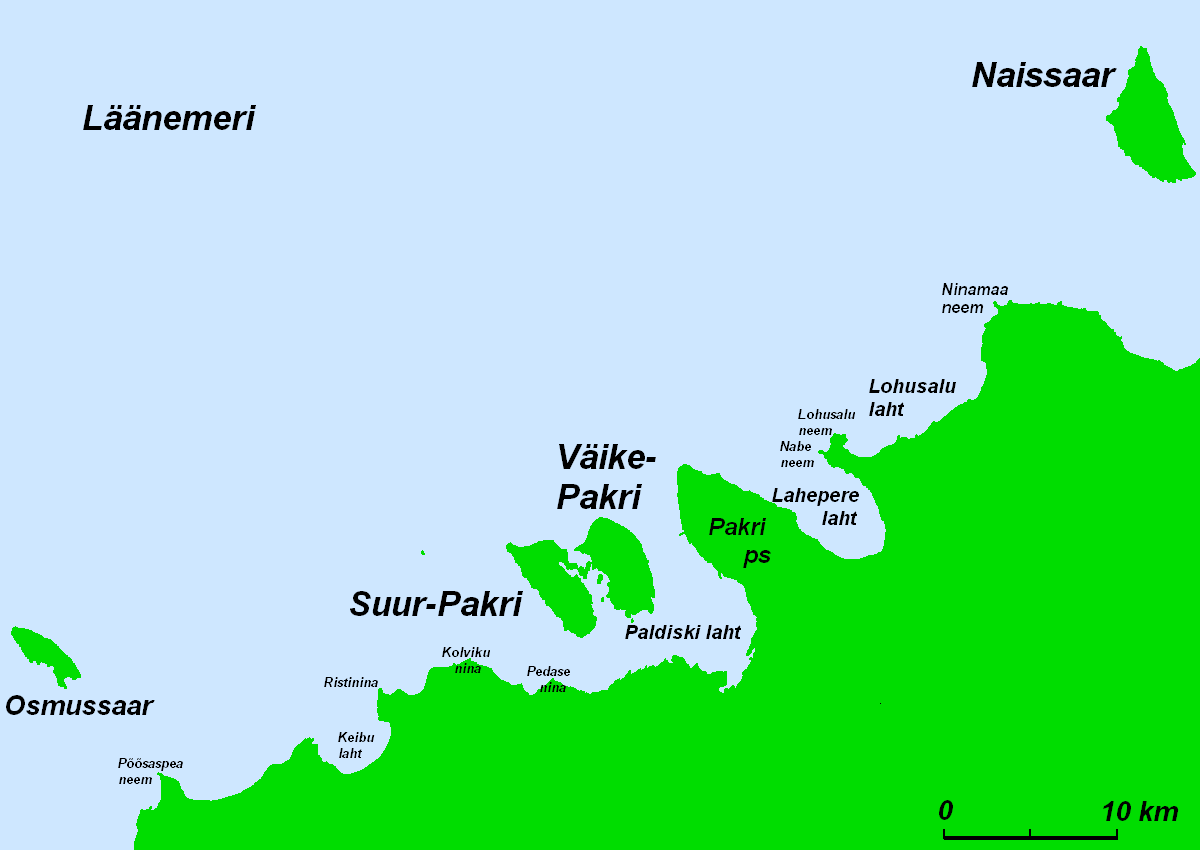
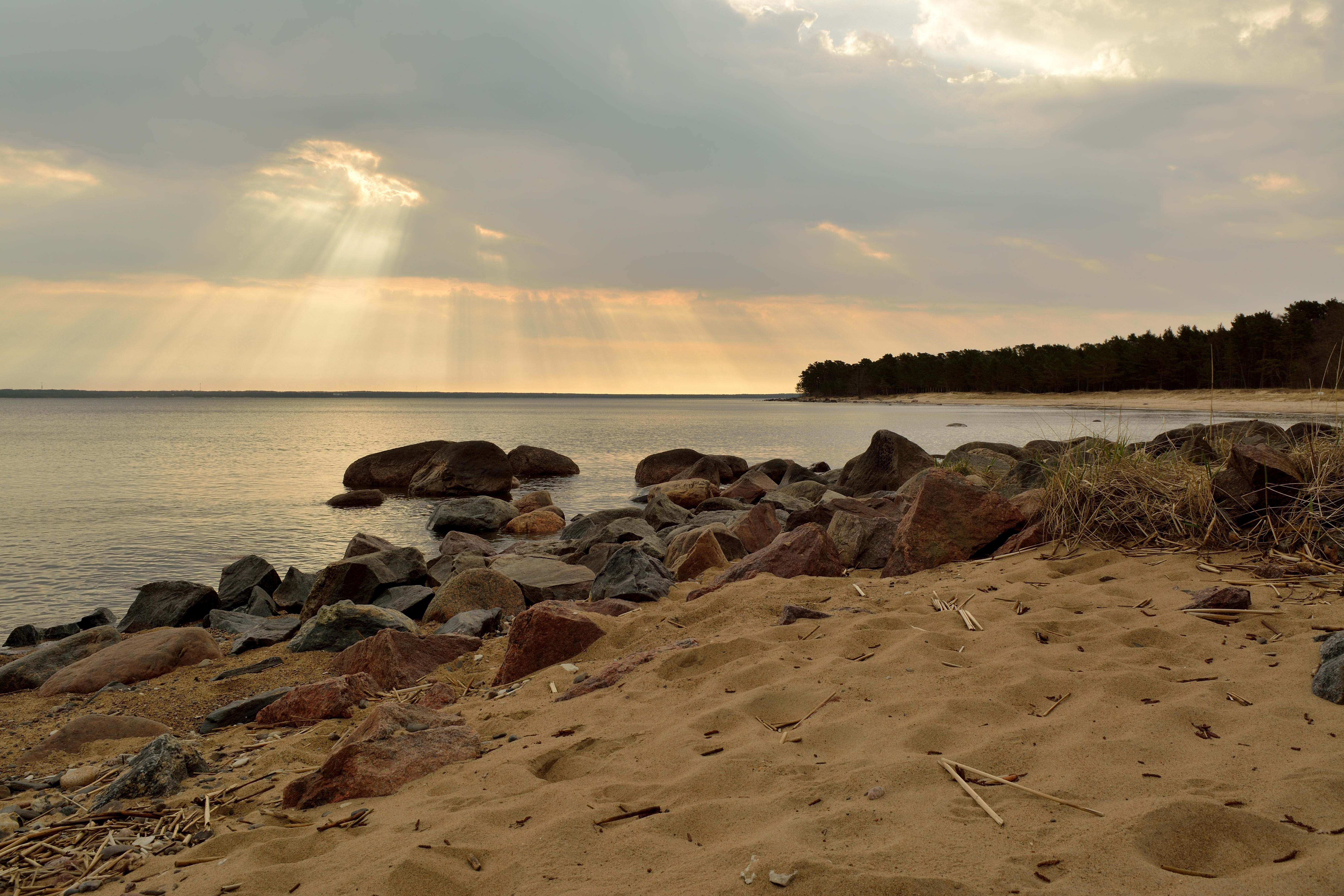
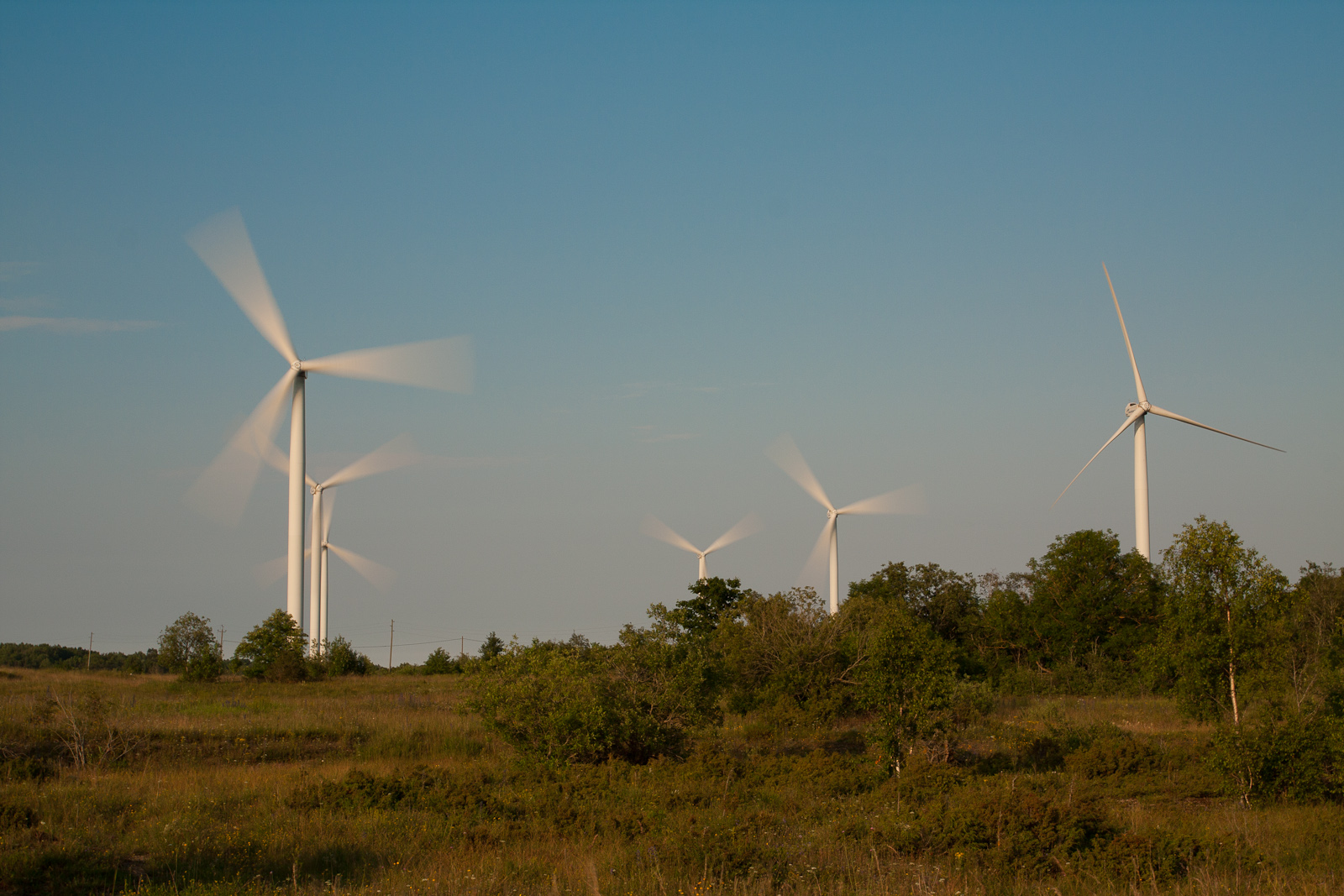
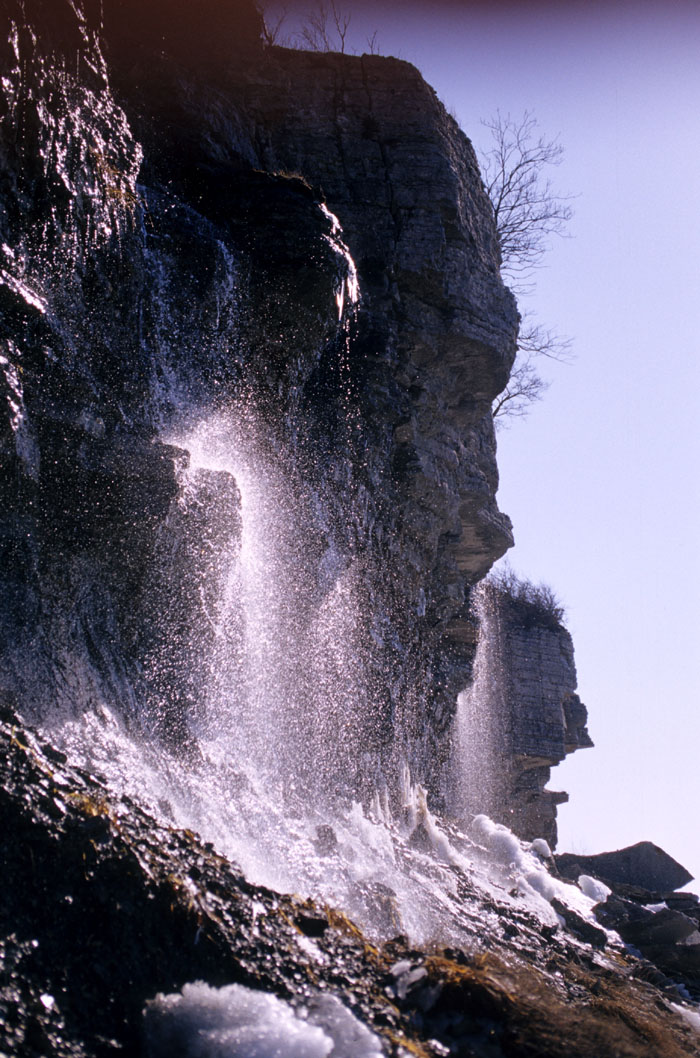
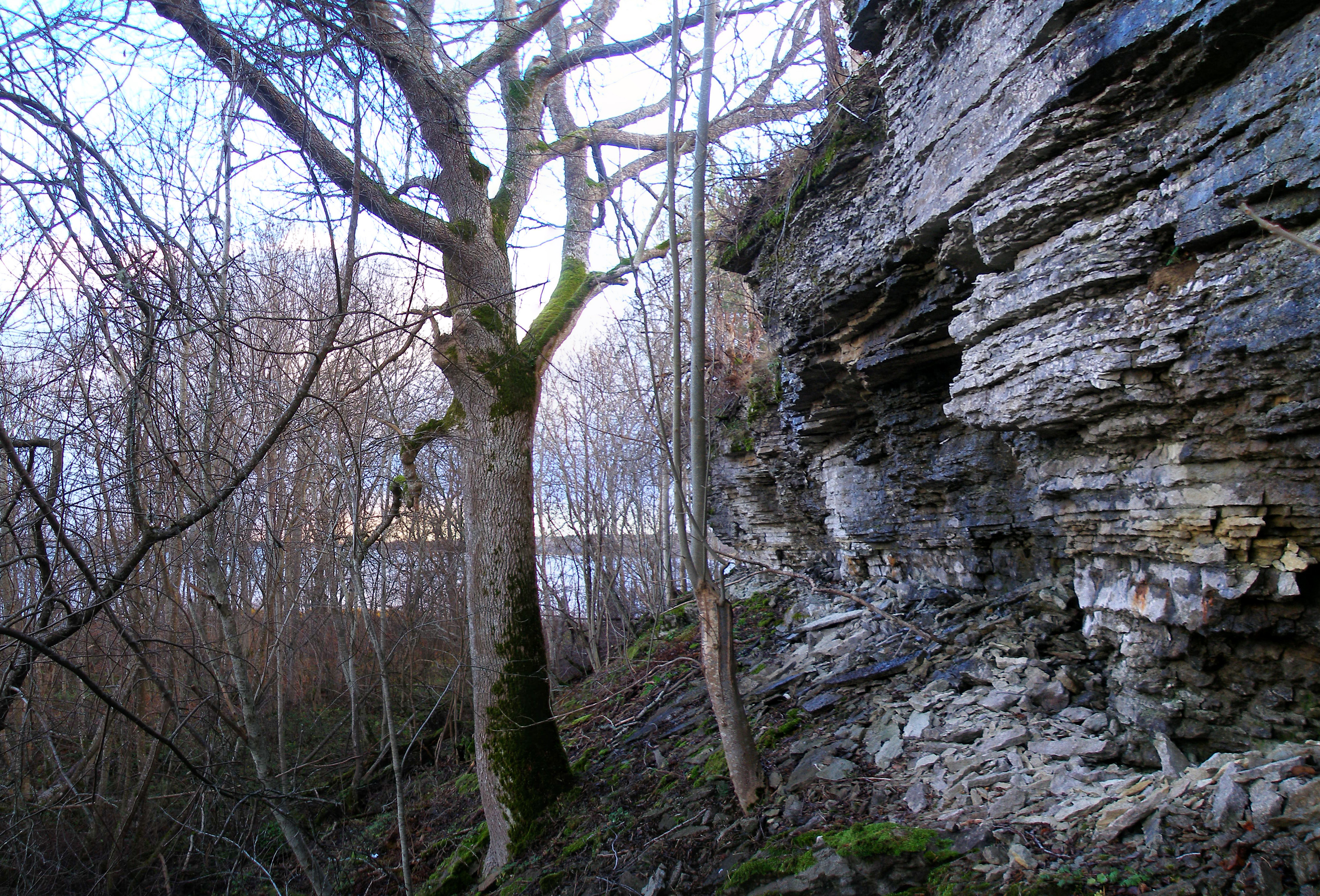